# 犬小屋
犬小屋（いぬごや、英語：doghouse、kennel）とは、犬を飼っておく小屋。犬舎ともいう。

## 概要
主に犬の屋外飼育において、雨・風・直射日光などから保護し、安心して熟睡できる環境を与えるための小屋であり、犬にとっては自宅・自分の部屋・シェルターに当たるものである。屋外で飼われる犬の場合、小屋が無くて犬の身体が風・雨・直射日光に長時間さらされた状態では体調を崩しがちになって短命になりがちである。また犬も身体を保護するものが無いと睡眠が浅くなりがちである。犬小屋は犬を雨・風・雪・直射日光などから保護し、身体を囲ってやることで安心して熟睡できる環境を提供し、犬の健康に役立つ。
なお、一般的に犬の屋内飼育には犬小屋は必要無いが、屋内飼いでケージ類を設置する人や、まれに犬小屋を設置する人もいる。

## 各国の犬小屋

### アメリカ
アメリカ議会図書館の画像ライブラリに収録されている犬小屋の画像として最古のものは1864年頃の風刺画「The old bull dog on the right track」とされる。また、ホワイトハウス史のウェブサイトでは第23代大統領のベンジャミン・ハリソン（1889-1893）の記事に愛犬ダッシュが犬小屋につながれている画像がある。

### イギリス
イギリスでは2018年動物福祉規則に飼育する犬のスペース等の規定がある。犬舎での保管業の場合、犬舎の各個室は、隙間風が入らないこと、犬が一定の行動をとるのに十分な空間を与えること、犬が横になるために必要な広さの2倍の床面積をとることなどを定めている。特に2018年動物福祉規則の発効日以降に建てられる犬小屋（犬舎での保管業が使用する犬小屋）については床面積が少なくとも1.9平方メートル以上と定められている。

### ドイツ
ドイツには犬に関する規則があり、屋外飼育については第4条「屋外飼育に関する要請」や第6条「犬舎での飼育に関する要請」に義務規定がある。また、屋内飼育については第5条「屋内飼育に関する要請」の義務規定があり、人間が使用することを意図していない部屋での屋内飼育の場合、使用可能な床面積を第6条「犬舎での飼育に関する要請」に定める床面積の条件を満たさなければならないとしている。

### フランス
犬の収容施設又は保護施設の経営、繁殖、販売、一時飼養又は一時預かり、しつけ、訓練及び展示の従事者は、2014年4月3日のアレテの附則（義務規定）に定める飼養施設等の条件を満たさなければならないとしている。

### 日本
江戸時代に徳川綱吉によって設置された「犬小屋」があるが、大規模なもので、主に個々に犬小屋に入る形態のものとは形状も大きく異なる。近世の日本では狆などが屋内飼いされていたが、その他の犬は基本的に「地域犬」であったとみられている。個々に飼育する犬小屋は江戸時代にはみられず、その傍証として犬小屋の絵図や浮世絵が発見されていないことが挙げられている。
日本で犬小屋が普及するのは幕末開国による洋犬飼育が始まってから広まったとされる。

## ギャラリー

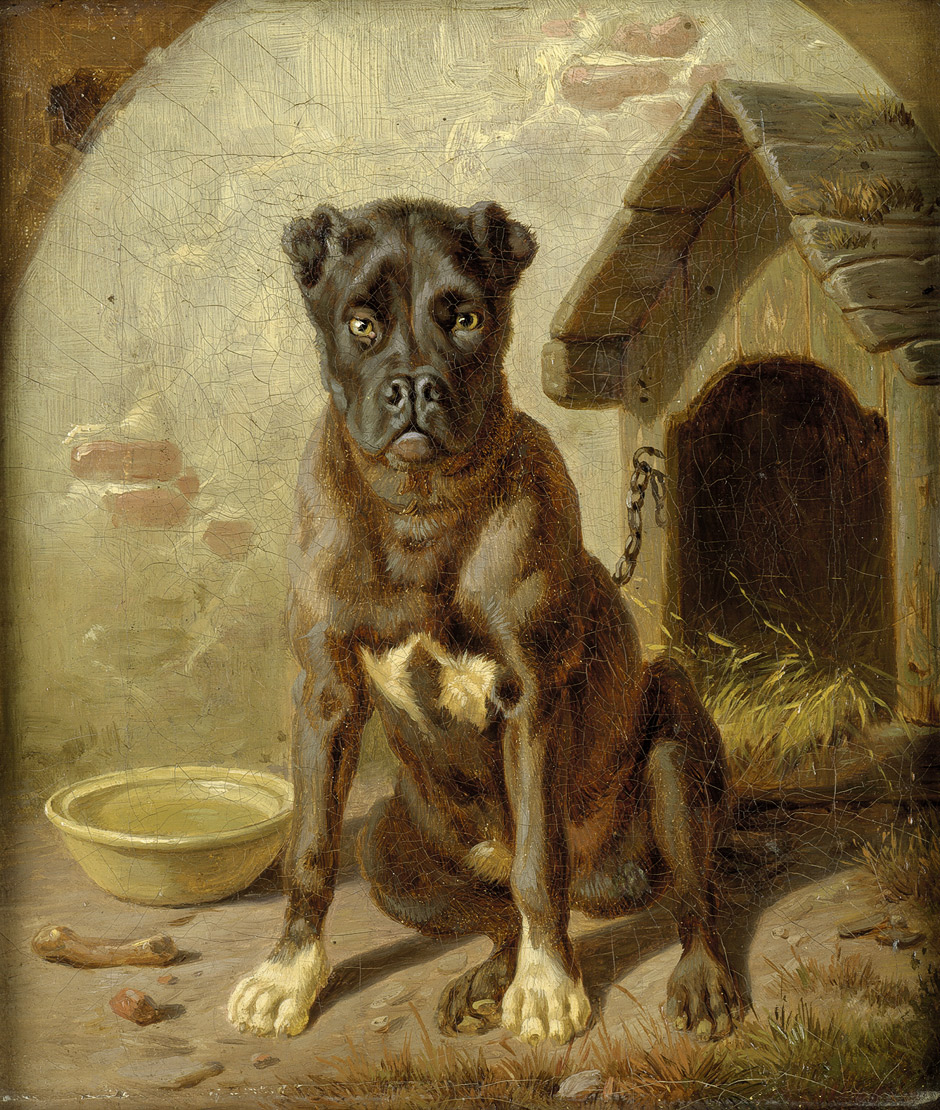
「ボクサー犬とその家」（19世紀の油絵。作者不詳。）。「むく材」でできており切妻屋根。内部にはわらがクッションや断熱材として敷かれている。
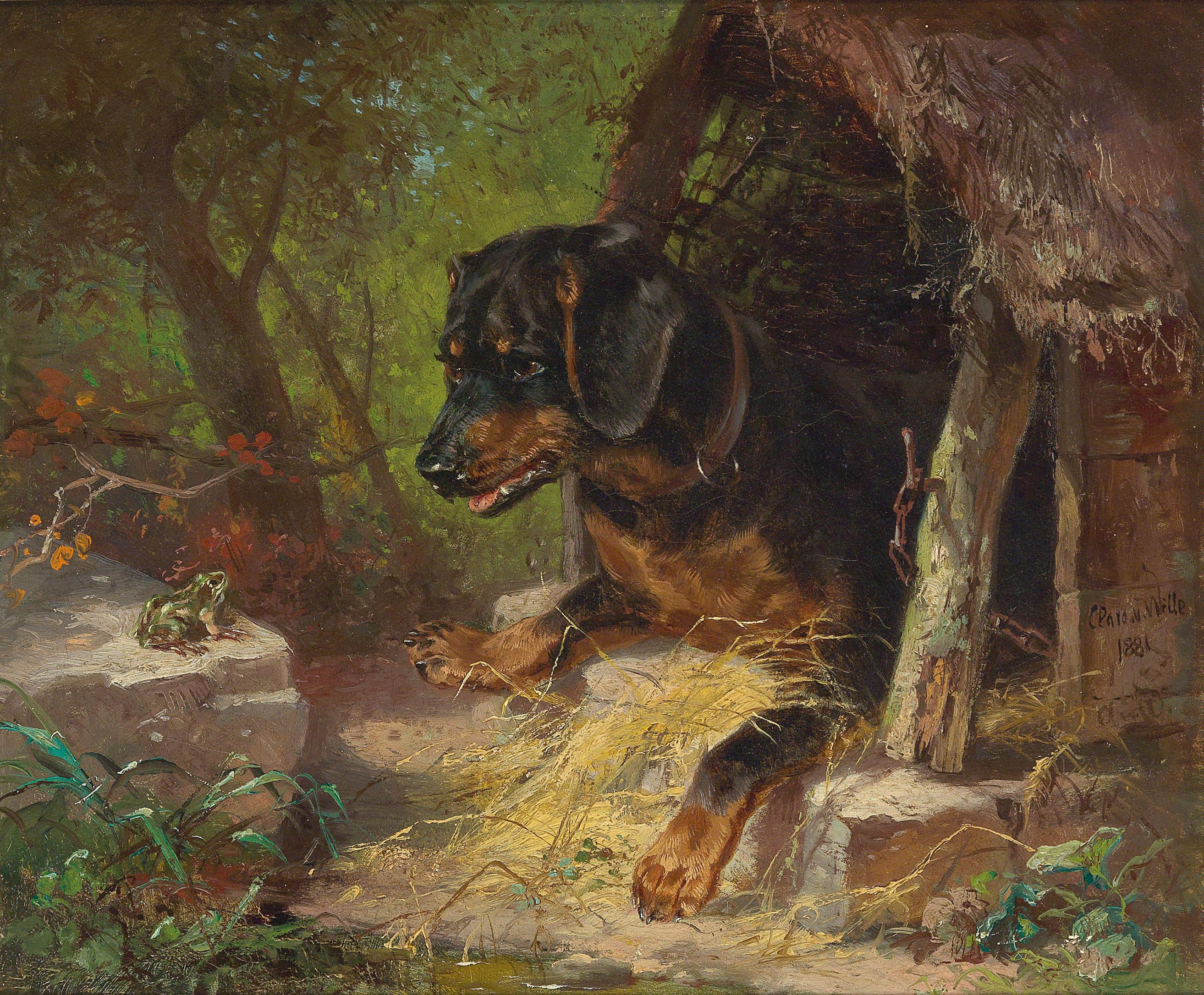
犬小屋の中の犬とカエル（クララ・フォン・ヴィレによる油絵、1881年。）。側面は「むく材」、屋根表面は萱か？
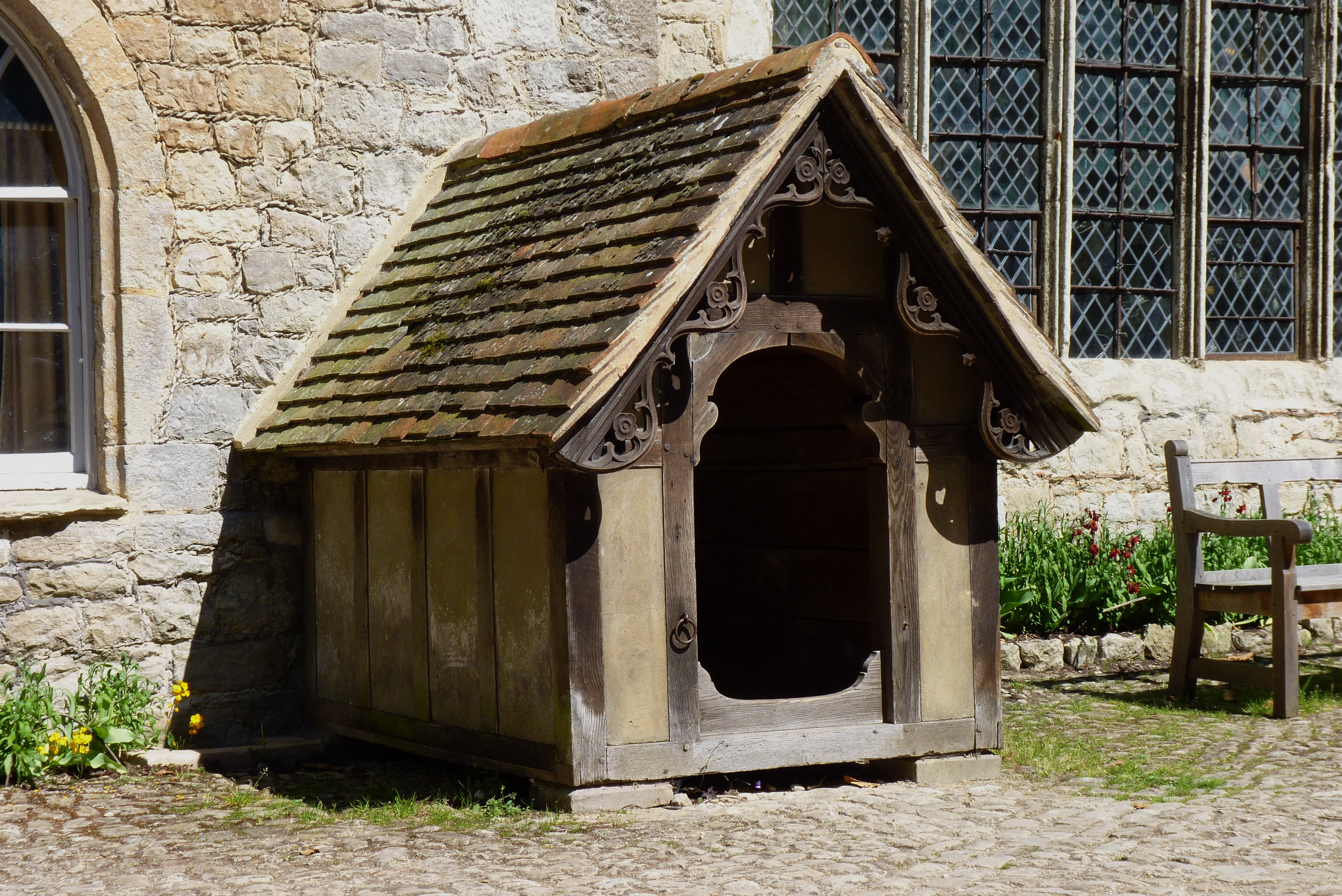
イギリスのロンドンの南東のアイタムにある中世以来のマナー・ハウスの中庭にある犬小屋。19世紀の段階で飼われたあるセントバーナード犬のために作られた、という。
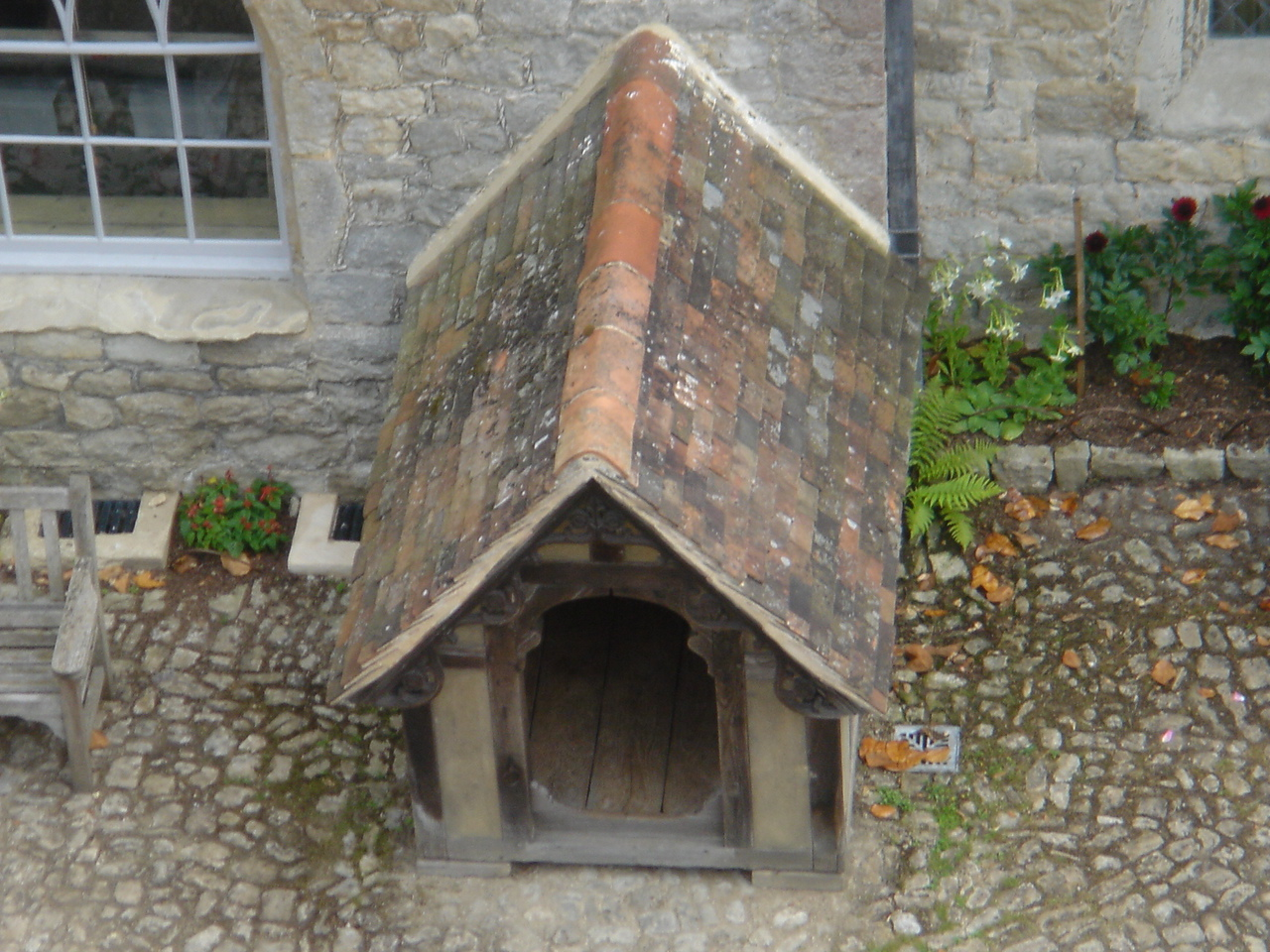
同じ犬小屋を上から見た写真。切妻屋根で、その表面がしっかりとした屋根材で覆われている。
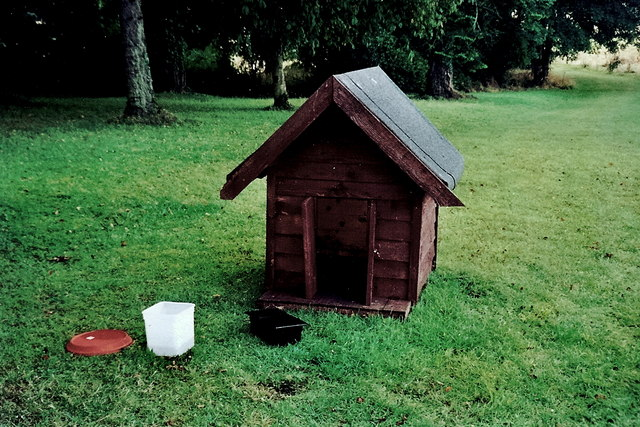
現代の犬小屋の例。木製で切妻屋根。
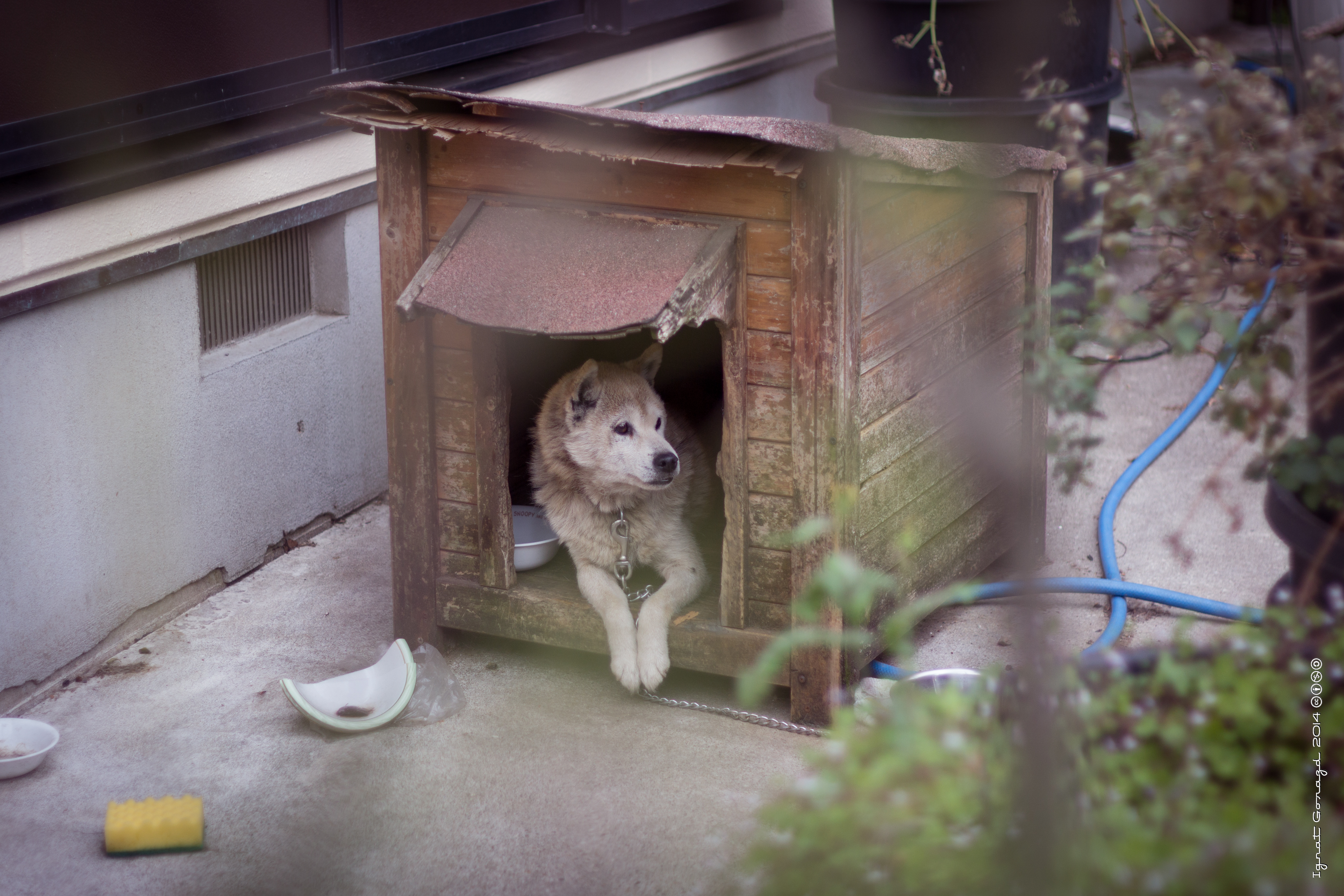
犬小屋の例（日本）。屋根が後ろに傾斜しているタイプ。この犬小屋は出入り口の上にしっかりとした庇がつけられており、雨天でも中が濡れにくい。
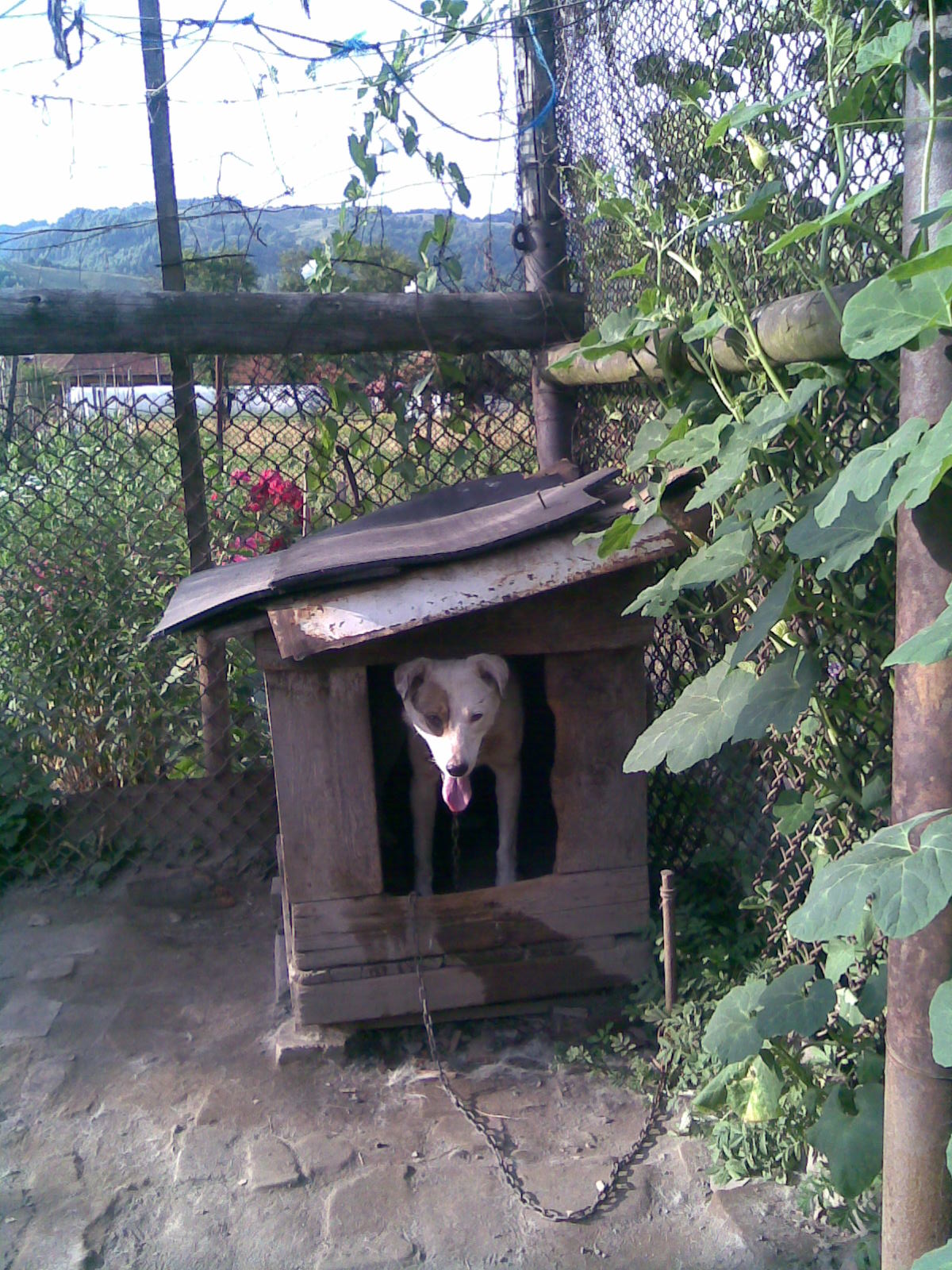
屋根が「片流れ」で入口前方から見て屋根が側方に傾いているタイプ。屋根の不完全な防水を補うためか、屋根の上に板を重ね置きしている。
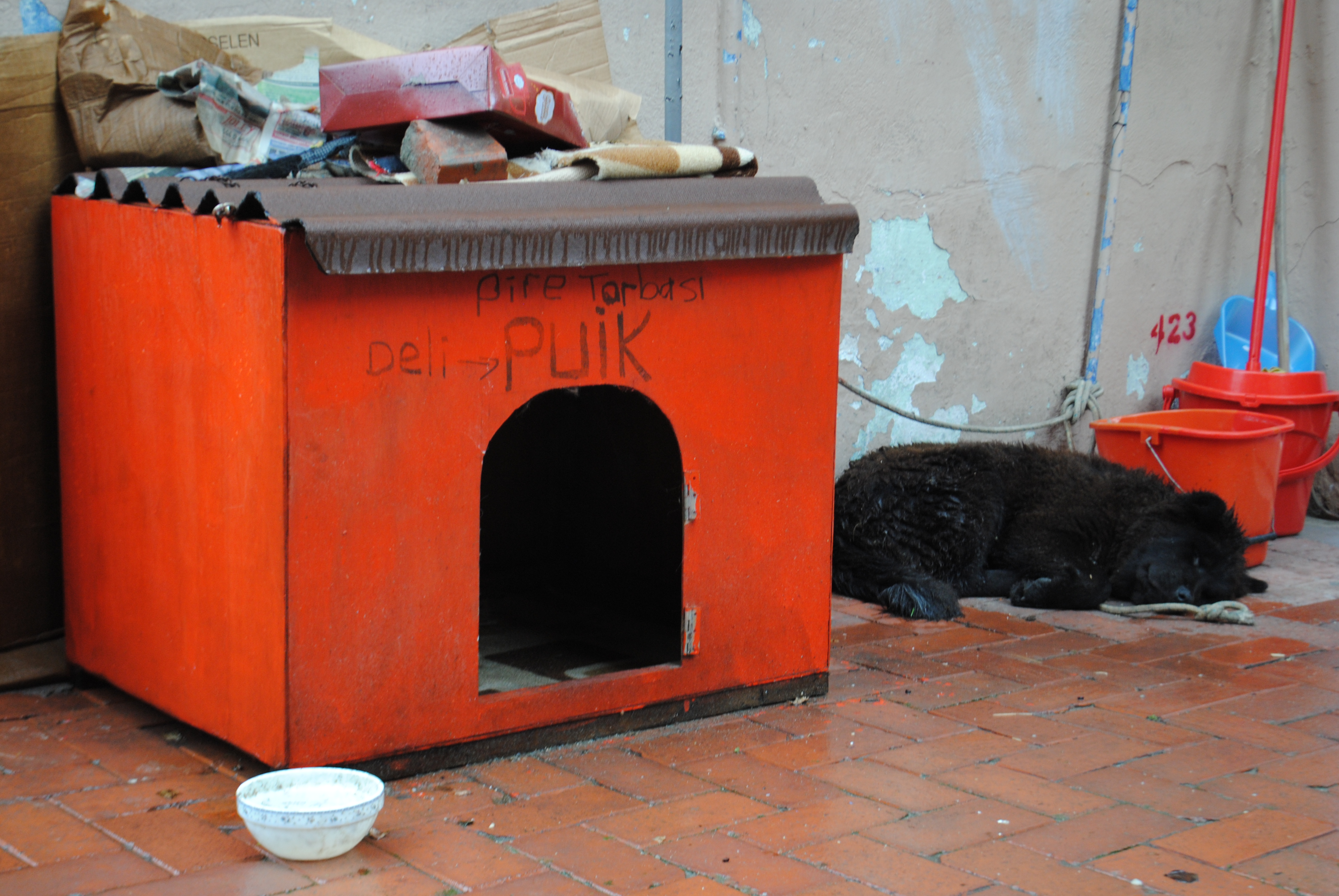
合板で簡単な箱を組み立て、外側は雨濡れ対策のために塗装し、波板を（不完全に）のせたもの。屋根については波板を乗せて済ます場合でも、通常は箱部分の面積より広めにカットし、入口付近を濡らさず雨が後方や側方に流れるような傾斜をつけて置くことが一般的。
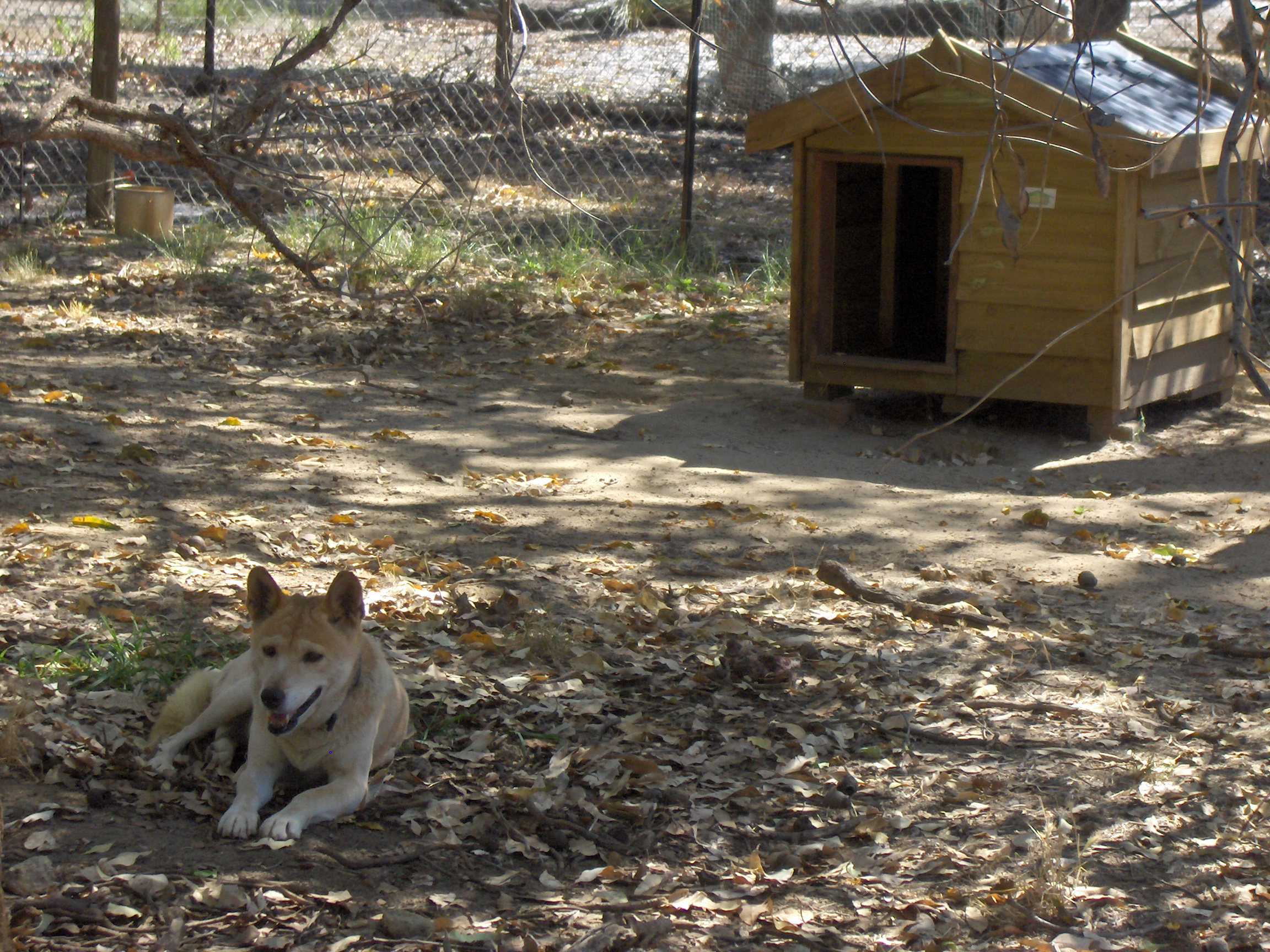
犬小屋とディンゴ。この犬小屋は主に木製で、外壁は板を重ね、屋根は波板。
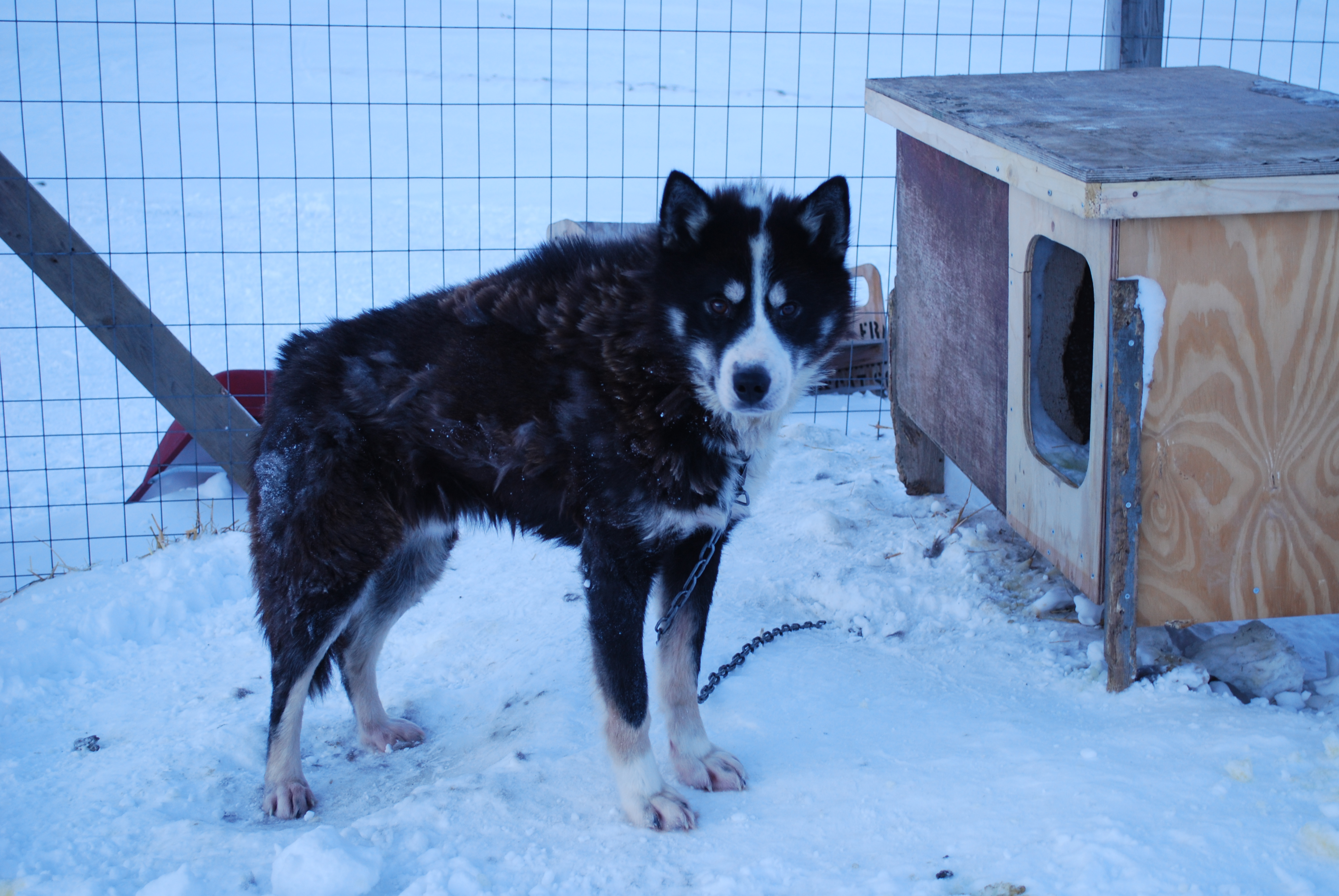
犬小屋とアラスカン・ハスキー。合板と角材で作られている。雪が多い地域で犬を強い寒気から護ってやるためなのか、内部にかなり分厚い断熱材が施してあるのが入口あたりの断面からうかがえる。
合成樹脂などでできている市販品の犬小屋（日本）。切妻屋根タイプ。犬小屋の出入口の上に「ウィニー」と表札が掲げてある。
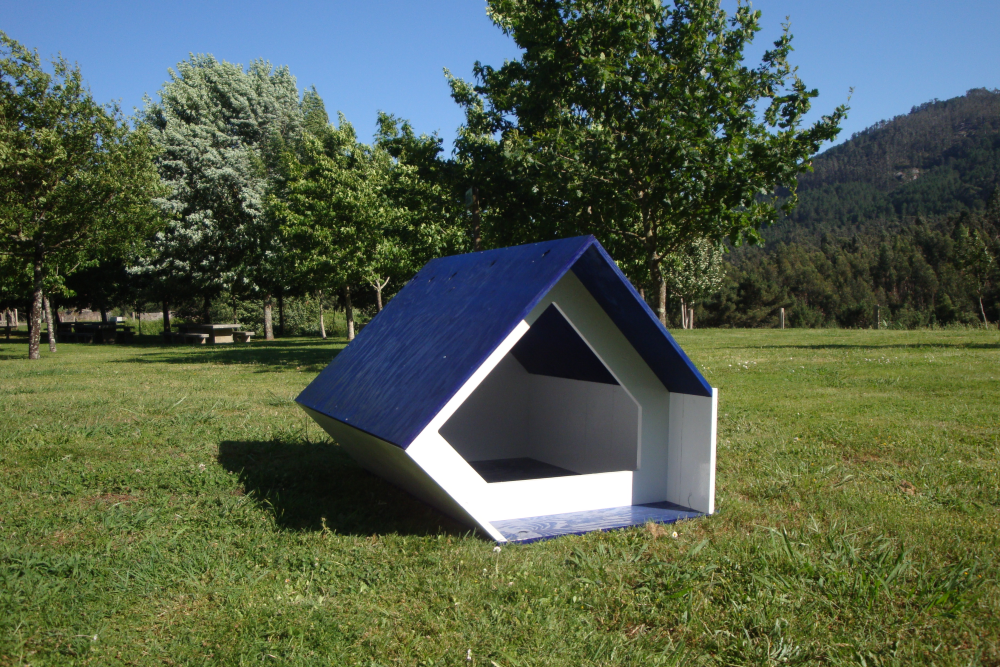
デザイナーズハウス風の犬小屋。（スペイン語圏）
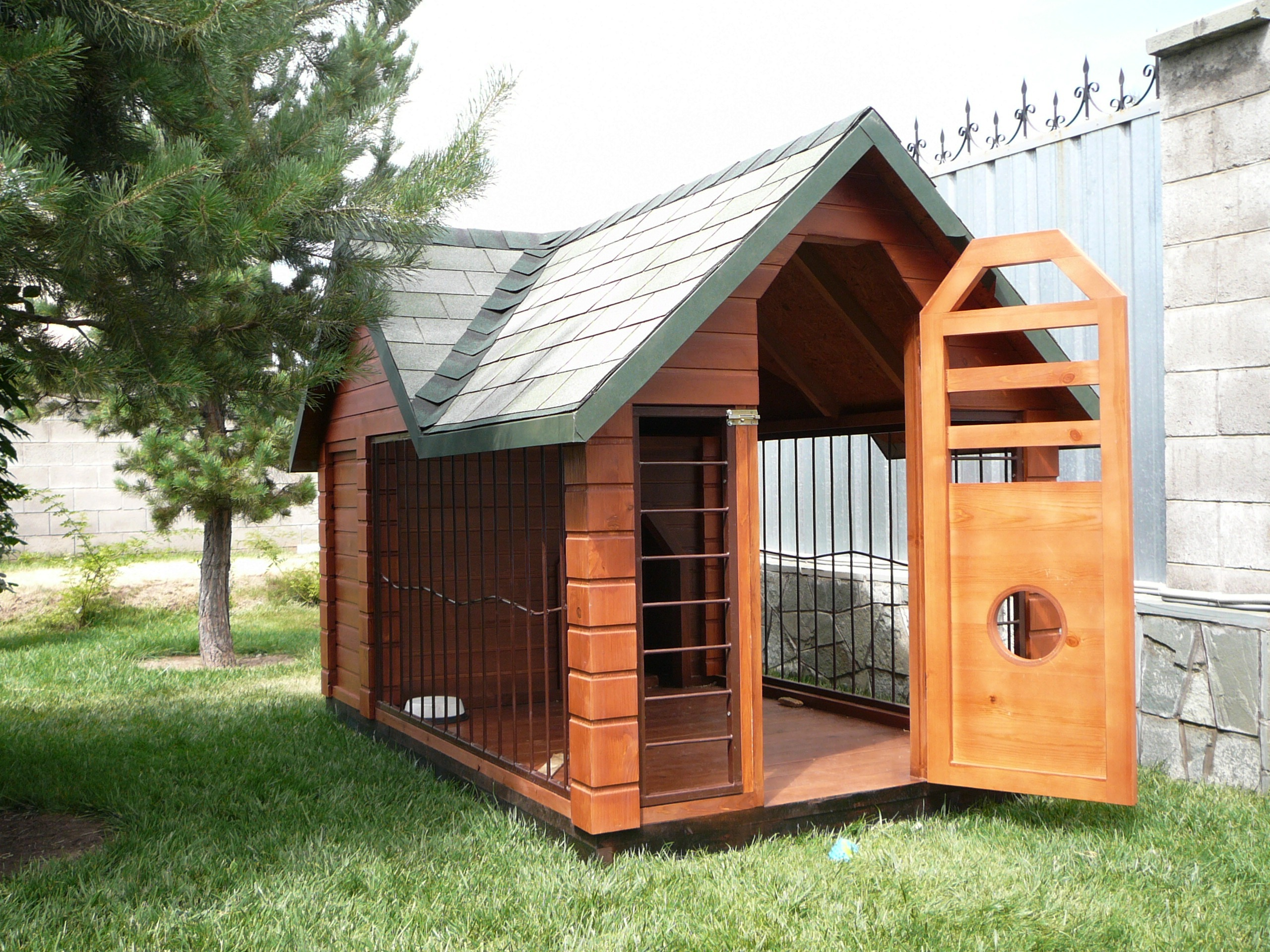
外見の表面的な印象は「犬小屋」だが、大きくて、側面が格子になっており、犬を中に入れてドアを閉じられるタイプなので、ケージ（檻）と呼んだほうが良いようなタイプ。
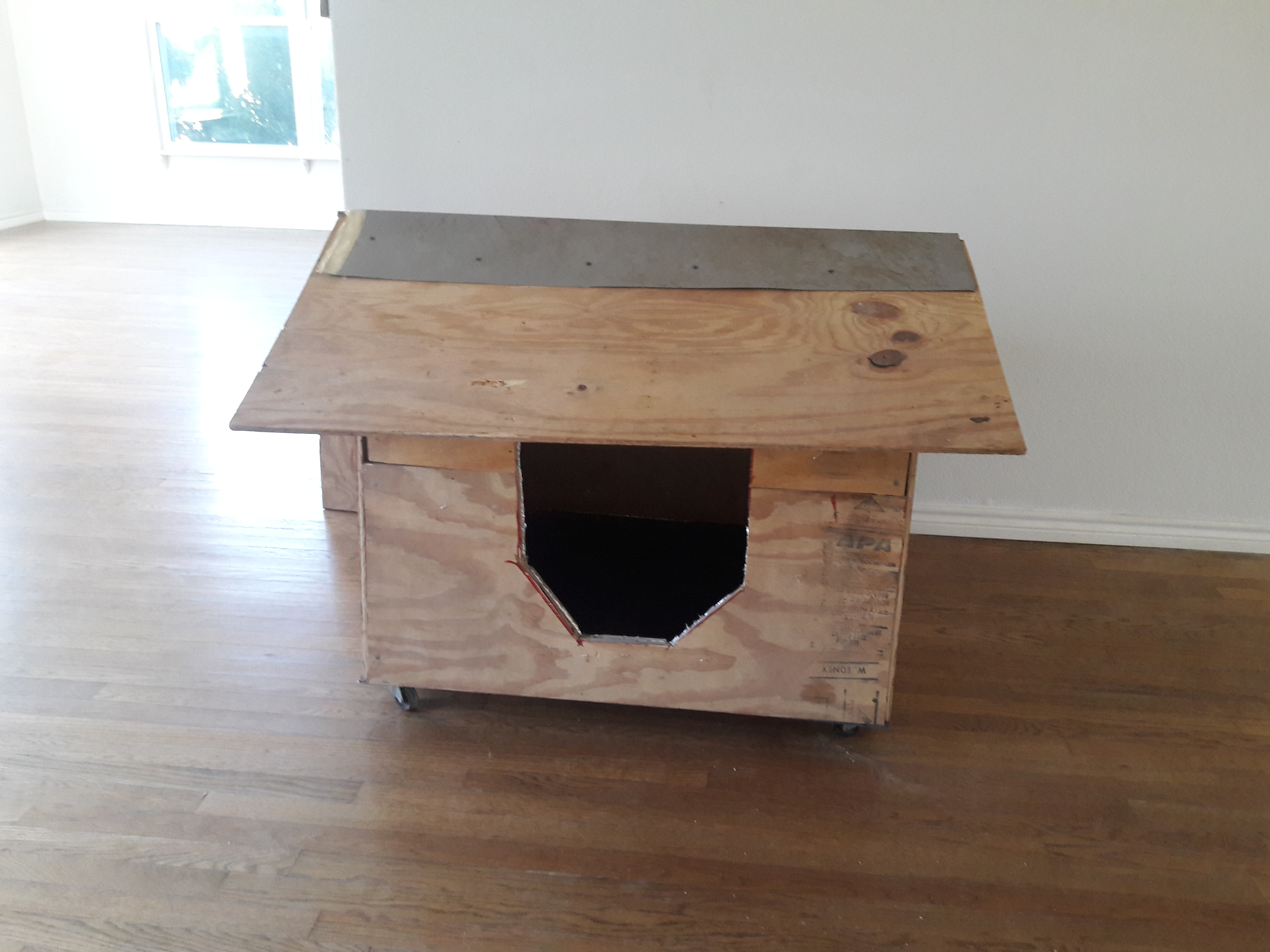
製作中の犬小屋